# The Doorway to Hell
The Doorway to Hell (br Caminhos do Inferno) é um filme norte-americano de 1930, do gênero policial, dirigido por Archie Mayo e estrelado por Lew Ayres e Dorothy Mathews.
Segundo filme do ainda coadjuvante James Cagney, The Doorway to Hell traz várias novidades que se tornariam comuns em produções do gênero, entre elas: armas escondidas em violinos, tiroteios eletrizantes e rivalidade por pontos de venda de bebidas alcoólicas.
Cagney interpreta o capanga de Lew Ayres (em um de seus raros momentos de vilão). Segundo o autor de "The Warner Bros. Story", teria sido mais convincente se os dois tivessem trocado os papéis.

## Sinopse
Louie, estrela do mundo do crime, está farto de tudo e resolve entregar os negócios para seu braço direito Mileaway. Após casar-se com Doris, vai residir na Flórida, onde pretende escrever sua autobiografia. Entretanto, inimigos matam seu jovem irmão, o que o leva a voltar para vingar-se. Uma coisa que ele não sabe é que Doris e Mileaway são amantes.

## Premiações
| Patrocinador                                  | Prêmio | Categoria                | Situação |
| --------------------------------------------- | ------ | ------------------------ | -------- |
| Academia de Artes e Ciências Cinematográficas | Oscar  | Melhor História Original | Indicado |

## Elenco
| Ator/Atriz       | Personagem    |
| ---------------- | ------------- |
| Lew Ayres        | Louie         |
| Dorothy Matthews | Doris         |
| Leon Janney      | Jackie        |
| Robert Elliott   | O'Grady       |
| James Cagney     | Mileaway      |
| Kenneth Thomson  | Capitão       |
| Noel Madison     | Rocco         |
| Jerry Mandy      | Gângster      |
| Edwin Argus      | Anão          |
| Eddie Kane       | Doutor Norton |